# Орден Марии Анны
Орден Марии Анны — государственная награда королевства Саксония. Орден учреждён 15 мая 1906 года королём Фридрихом Августом III в память о своей матери, Марии Анне Португальской. Орден предназначался для награждения женщин, и стал вторым женским орденом Саксонии (первый — Орден Сидонии).
Орден имел три степени, впоследствии к ним был добавлен крест Марии Анны в качестве низшей степени, изготовлявшийся из серебра. Знак ордена — синий эмалированный крест с рельефным золотым профилем Марии Анны в центральном медальоне, окруженном обручем белой эмали. Лента голубая с белой каймой. Знак ордена первого класса носился на ленте через плечо, второго и третьего — на левой стороне груди.